# 120 (phim)
120 là một bộ phim chiến tranh của Thổ Nhĩ Kỳ, do Murat Saraçoğlu và Özhan Eren làm đạo diễn. Bộ phim dựa trên một câu chuyện có thật về 120 cậu bé từ 12-17 tuổi đã ra đi không trở lại để phục vụ đế quốc Ottoman trong Thế chiến I năm 1915, khi xảy ra trận Sarikamis, ở mặt trận Kavkaz, giữa quân đội Ottoman và quân đội Nga của Đế quốc Nga. Bộ phim đã đoạt doanh thu cao nhất trong số những bộ phim Thổ Nhĩ Kỳ năm 2008, một năm có nhiều phim hay về Thế chiến I.